# Ян Рутковський
Рутковський Ян (пол. Jan Rutkowski; 8 квітня 1886, Варшава, — 21 травня 1949, Познань) — польський історик і економіст, член Польської академії наук. Один з провідних учених в галузі економічної історії Польщі. З 1919 року професор Познанського університету.

## Біографія
Народився 8 квітня 1886 року у Варшаві. Навчався у Львові, де він отримав ступінь Доктора політичної економії. Він спеціалізувався на Польщі XVI–XIX століть.
Протягом багатьох років працював професором в Університеті Познані, голова економічної історії цього університету. У 1924 році він став членом-кореспондентом, а в 1932 році дійсним членом Польської академії наук. Він належав також до Наукового товариства у Варшаві та Познанського Товариства друзів наук.
Перед початком Другої світової війни ініціював створення соціально-економічного наукового журналу, присвяченого соціальноій та економічній історії Польщі. Вперше він був виданий в Познані 1931 року. Випускається і сьогодні за підтримки Товариства друзів наук та Польської академії наук.
Помер 21 травня 1949 року в місті Познань (Польща).

## Наукова діяльність
У своїх працях охопив всю економічну історію Польщі до початку ХХ століття. Особливо ретельно досліджував проблематику XVI-XVIII століть. Для його праць характерний порівняльно-історичний метод дослідження. Ян Рутковський сприймав ряд елементів марксистського розуміння соціально-економічних відносин, але в цілому його концепція, в якій ключове значення відводиться структурі розподілу доходів, не виходить за рамки класичної політекономії.
Він розпочав свою наукову діяльність щодо відновлення незалежності Польщі, вивчаючи аграрні відносини в XVII-XVIII столітті, зокрема показав погіршення становища селян внаслідок розвитку пансько-фільваркової системи. Після 1918 року прагнув до узагальнень, створення теорій історичного розвитку Польщі. Висунув концепцію «економічної історії феодального ладу». В Польщі існував аграрний феодалізм подібний до західноєвропейського, його суть полягала в існуванні двох форм власності — верховної (панської) та селянської.
Верховний власник володів судовими та адміністративними функціями, правом встановлювати повинності на підданих, що дозволяло здійснювати перерозподіл прибутку селян на панську та власне селянську частини. Підготував фундаментальну двотомну «Економічну історію Польщі», видану після Другої світової війни. В центрі дослідження знаходилася сфера розподілу, яка розглядалась незалежно від виробництва. Ігнорував вплив соціальних рухів на розвиток суспільства.

## Публікації
1. «Дослідження про становище селян у Польщі у вісімнадцятому столітті» Економіст 1914р;
2. «Італійська література історико-економічної ситуації в останні двадцять років (1890–1910)»;
3. «Державні фінанси Польщі наприкінці середньовіччя»
4. «Державні фінанси Польщі за часів правління Олександра Ягайло»;
5. «Дослідження організації селянської власності в роки 1910–1912, з урахуванням минулих років»;
6. «Кріпосне право селян у вісімнадцятому столітті в Польщі і в деяких європейських країнах», Познань 1921;
7. «Історія польської економіки в період попереднього поділу»;
8. «Дослідження про розподіл доходів у Польщі на сучасному етапі»;
9. «Питання про земельну реформу у вісімнадцятому столітті в Польщі», Познань 1925;